# Comité central d'action wallonne
 (juillet 2017).
Si vous disposez d'ouvrages ou d'articles de référence ou si vous connaissez des sites web de qualité traitant du thème abordé ici, merci de compléter l'article en donnant les références utiles à sa vérifiabilité et en les liant à la section « Notes et références ».
Le Comité central d'Action wallonne fut créé par le Troisième Congrès national wallon réuni à Namur en 1947. Le premier comité de 12 membres se composait notamment de Fernand Schreurs, Jean Pirotte, Fernand Dehousse, Henri Glineur, Marcel-Hubert Grégoire...

## Avant 1960-1961
Il prit une série d'initiatives comme l'organisation de conférences de presse à Bruxelles et Paris (où sera mis sur pied un Centre d'information). Le Comité central d'Action wallonne (CCAW) crée également des Comités régionaux d'action wallonne (CRAW) à qui seront associés les mandataires locaux, les associations wallonnes locales du Mouvement wallon. Ce sont ces CRAW qui vont développer durant tout le mois de juillet 1950, notamment autour des monuments aux morts et aux monuments de la révolution belge de 1830 des manifestations patriotiques et wallonnes dirigées contre Léopold III. En général, les CRAW reçoivent le soutien des partis de gauche : les régionales FGTB de Liège-Huy-Waremme et de Namur s'y affilient collectivement et plusieurs d'entre ces régionales, lors de leurs congrès locaux, se rallieront au fédéralisme. Lors de la Joyeuse Entrée du roi Baudouin à Liège, le CRAW de Liège y appose 800 affiches et y distribue des milliers de tracts énonçant les griefs wallons : pour le fédéralisme, contre la libération des inciviques, souci des délocalisations, refus du bilinguisme, etc.
De 1953 à 1957, les CRAW entrent dans une certaine léthargie. Celui de Charleroi organise le Congrès national wallon de 1957 tenu dans cette ville. Celui de Liège, sous la présidence de Simon Paque, critique la politique du gouvernement, soutient la candidature de Liège comme ville accueillant les instances de la CECA. Un Comité est créé à Tournai fin 1957. Le Comité central d'Action wallonne réunit les mouvements wallons importants le 30 novembre à Namur. Même s'il reste actif en organisant notamment une journée wallonne à l'Expo 58, organise la même année une journée d'études sur les problèmes linguistiques au Congo, le CCAW retombe dans la léthargie.

## Après la Grande grève
C'est la Grève générale de l'hiver 1960-1961 qui l'en fait sortir comme c'est le cas de tant d'autres mouvements wallons. Les comités régionaux sont réactivés à Liège, Namur (Jean Pirotte), Verviers, Bruxelles (Marcel-Hubert Grégoire), Tournai-Mouscron (Georges Desomberg), Charleroi (Maurice Bologne), Ath, le Centre, le Brabant wallon. Ils organisent réunions et meetings sur l'affaire des Fourons et la tentative d'imposer le bilinguisme à Waterloo, La Hulpe, Braine-l'Alleud. Le 26 septembre 1962, il réunit un grand nombre de députés et sénateurs wallons et francophones à Namur.
C'est la période la plus active du mouvement qui organise un colloque à Bruxelles, une manifestation à Liège contre le rattachement des Fourons au Limbourg qui réunira 30 000 personnes (24 octobre 1962), une autre manifestation à Charleroi (26 mai 1963). Le 23 mars 1963, le Comité central d'Action wallonne va mettre en place le Collège exécutif de Wallonie qui organisera le Pétitionnement wallon. Il rallie aussi le Mouvement populaire wallon très réservé au départ à l'égard du Congrès national wallon dont le Comité central d'Action wallonne émane. Se rallient aussi au Comité : Wallonie libre, Rénovation wallonne, le Mouvement libéral wallon, l'Association wallonne du personnel des services publics, les fédérations socialistes de Liège, Huy-Waremme, Namur et Nivelles, la FGTB de Liège et de Namur, la CGSP de Charleroi, l'Union des femmes de Wallonie.
Lors de l'installation du Collège exécutif de Wallonie sont présents notamment Simon Paque, Jean Terfve, Jacques Hoyaux, Léon Hurez, Robert Lambion, Fernand Schreurs, Hubert Rassart, Robert Royer, André Genot, Freddy Terwagne, Lucien Outers, Marcel-Hubert Grégoire, Fernand Massart. Les participants à la réunion tombent d'accord pour exiger une réforme de l'État dans le sens du fédéralisme.
Mais après la réussite du Pétitionnement wallon, la déclaration d'incompatibilité entre l'appartenance au PSB et au Mouvement wallon, le CCAW semble définitivement enterré. C'est en 1965 que les premières listes wallonnes auront des élus (François Perin à Liège et Robert Moreau à Charleroi), succès qui se confirmera en 1968 avec la formation du Rassemblement wallon qui dépassera cette année-là les 10 % de voix en Wallonie. L'Encyclopédie du Mouvement wallon consacre deux pages au Comité central d'Action wallonne en son Tome I, pp. 302–304